# 10181 Davidacomba
10181 Davidacomba è un asteroide della fascia principale. Scoperto nel 1996, presenta un'orbita caratterizzata da un semiasse maggiore pari a 2,2123437 UA e da un'eccentricità di 0,0975943, inclinata di 5,28304° rispetto all'eclittica.
L'asteroide è dedicato a Davida H. Comba, moglie dello scopritore.